# Herbert Wurlitzer
Herbert Wurlitzer is een Duitse klarinetfabrikant gevestigd in Neustadt an der Aisch (Beieren) met een nevenvestiging in Markneukirchen (Saksen).

## Producten
Wurlitzer maakt klarinetten met het in Duitsland gangbare Oehler-systeem en met het door Fritz Wurlitzer ontwikkelde "Reform Böhm-systeem".
Het Reform Böhm-systeem combineert de Franse vingerzetting (Böhm-systeem) met de klank van een Duitse klarinet. Het bedrijf produceert vrijwel alle instrumenten van de klarinetfamilie, met uitzondering van de contra-altklarinet in E♭, de contrabasklarinet in B♭ en de subcontrabasklarinet in E♭. De instrumenten worden meestal gemaakt van grenadillehout (Dalbergia melanoxylon), maar ook wordt wel cocobolo (Dalbergia retusa) en buxus gebruikt. Ze worden uitsluitend op bestelling gemaakt.

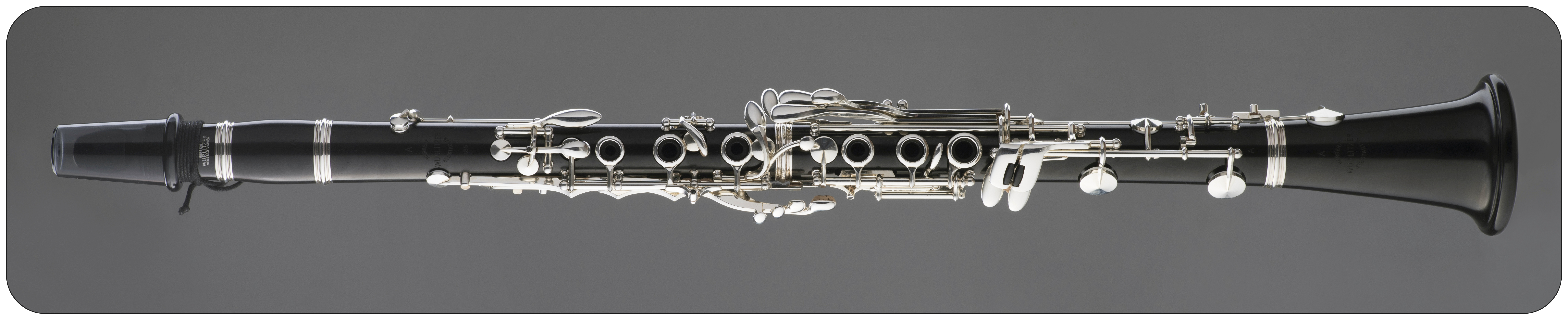
Reform Böhm-klarinette in B♭; herkenbaar aan o.a. rollers voor rechterpink en aangepaste C^{#}/G1^{#} klep

## Geschiedenis
In de jaren 30 van de twintigste eeuw maakte Fritz Wurlitzer reeds klarinetten in Erlbach bij Markneukirchen in Saksen. Zijn zoon Herbert Wurlitzer vluchtte in 1959 vanuit Oost-Duitsland naar het westen. In het Beierse Bubenreuth startte hij opnieuw met het produceren van klarinetten. In 1964 verhuisde het bedrijf naar Neustadt an der Aisch. In 1992 werd een tweede productielocatie geopend in Markneukirchen, waar zich eerder de werkplaats van Fritz Wurlitzer bevond.
Herbert Wurlitzer leidde het bedrijf tot zijn dood in 1989 samen met zijn vrouw Ruth Wurlitzer. Ruth Wurlitzer zette het bedrijf voort samen met haar schoonzoon Bernd Wurlitzer en haar zoon Frank-Ulrich. Sinds 2014 wordt het bedrijf alleen gerund door Frank-Ulrich en Bernd Wurlitzer
In de Verenigde Staten werden tussen 1853 en 1985 door de Rudolph Wurlitzer Company, een andere tak van de familie Wurlitzer, allerlei muziekinstrumenten geproduceerd, zoals orgels, piano's, harpen en strijkinstrumenten, maar ook jukeboxen, draaiorgels.